# Table d'hôte

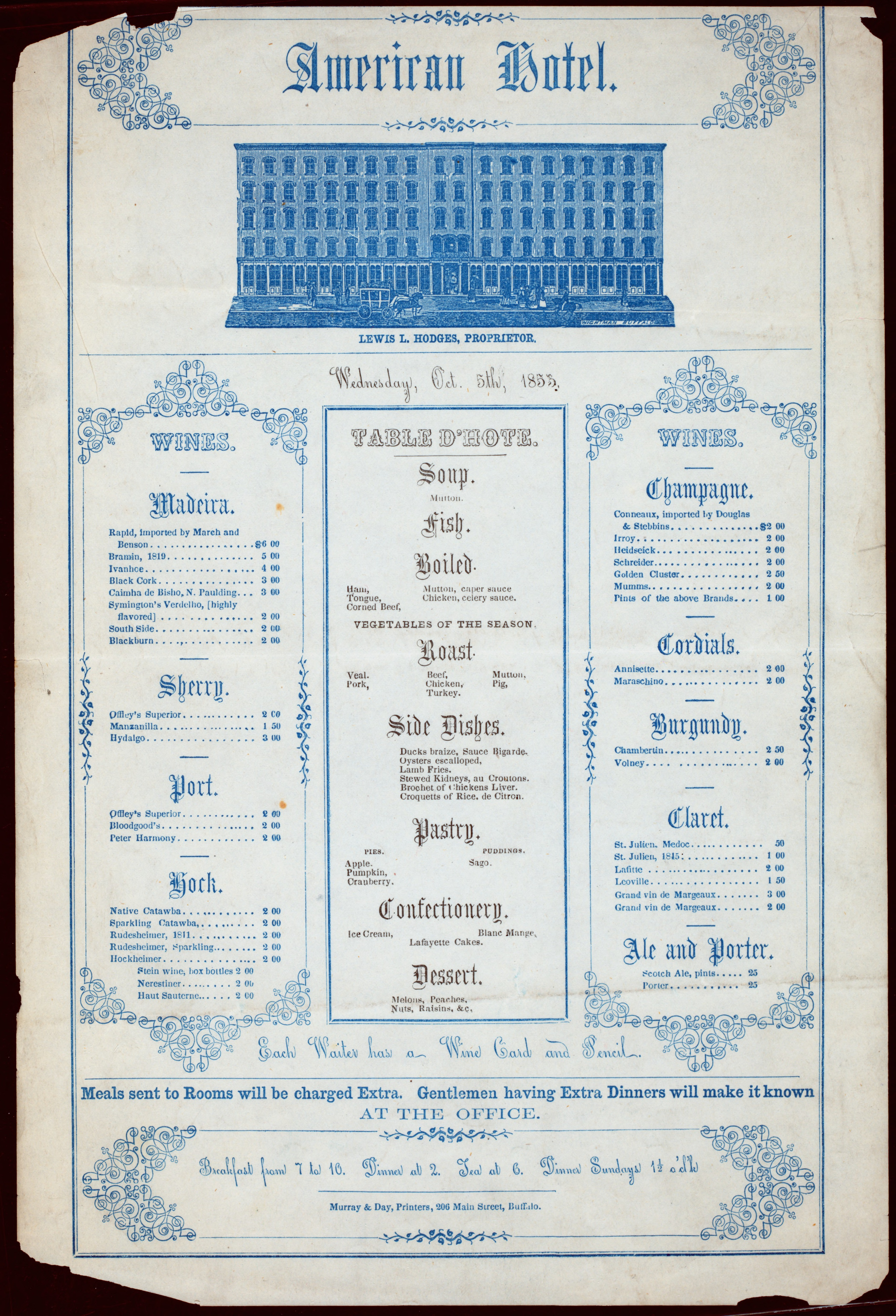
Menú "table d'hôte" de 1853 en el American Hotel de Búfalo, Estados Unidos.

Table d'hôte (/tablə.dot/) es un galicismo que significa «mesa del anfitrión» o «mesa de huéspedes». Se trata de una terminología de restaurante para indicar un tipo de menú asociado a un alojamiento tipo casa de huéspedes o casa rural. Su sentido varía según los países donde se emplea.

## Francia
En el país donde se acuñó el término, la table d'hôtes es la posibilidad de comer o cenar que los propietarios de una chambre d'hôte (equivalente a un bed and breakfast británico) o de un gîte ofrecen a sus huéspedes. Se suele pagar un precio fijo sin posibilidad de escoger el menú, dado que no se trata de un hotel ni de un restaurante, y se considera como un complemento a la actividad principal, la de dar alojamiento. Esta comida es compartida con los demás huéspedes y los anfitriones, por lo que se sirve a una hora fija, y es costumbre ofrecer platos tradicionales de la región. A veces viene incluido en el precio del alojamiento. La table d'hôte francesa tiene que cumplir con una serie de condiciones legales.

## Países anglosajones
Es un tipo de menú donde se puede elegir entre diferentes platos y esto hace que sea de precio fijo. Es como un menú que pueda hacerse en una casa y que se ofrece a los invitados sin elección posible. Tal menú suele denominarse también como prix fixe. Debido a que el menú es establecido de antemano la cubertería sobre la mesa está también dispuesta para todos los platos del menú. En algunos restaurantes se continúa aplicando la table d'hôte, pero lo más habitual es una mezcla combinada entre a la carta y la table d'hôte.[cita requerida]

## Japón
En Japón se emplea este concepto [¿cuál?] y lo denominan como teishoku (定食?).[cita requerida]